# القدوري
القُدُورِي (362 - 428 هـ) أبو الحسين أحمد بن محمد بن أحمد بن جعفر بن حمدان الفقيه الحنفي المعروف بالقُدُوري. انتهت إليه رياسة الحنفية بالعراق. وكان حسن العبارة في النظر وسمع الحديث وروى عنه أبو بكر الخطيب صاحب التاريخ. وصنف في مذهبه المختصر المشهور وغيره. وكان يناظر الشيخ أبا حامد الإسفراييني الفقيه الشافعي. وكانت ولادته سنة 362 هـ، وتوفي يوم الأحد الخامس من رجب سنة 428 هـ ببغداد، ودفن من يومه بداره في درب أبي خلف، ثم نقل إلى تربة في شارع المنصور، ودفن هناك بجنب أبي بكر الخوارزمي الفقيه الحنفي. ونسبته بضم القاف والدال المهملة وسكون الواو وبعدها راء مهملة إلى القُدُور التي هي جمع قدر، ولا أعلم سبب نسبته إليها بل هكذا ذكره السمعاني في كتاب الأنساب.

## مؤلفاته
من أهم كتبه:
- مختصر القدوري.
- كتاب التجريد.
- شرح مختصر الكرخي.
- كتاب التقريب.